# Thomas Punkenhofer
Thomas Punkenhofer (* 2. November 1975 in Steyr) ist ein österreichischer Politiker (SPÖ). Er ist seit 2007 Bürgermeister von Mauthausen und war von Oktober 2015 bis Oktober 2018 Abgeordneter zum Oberösterreichischen Landtag.

## Leben
Thomas Punkenhofer, geborenen im Landeskrankenhaus Steyr, ist seit 2007 Bürgermeister von Mauthausen. Bei der Stichwahl am 11. Oktober 2015 setzte er sich gegen seine Konkurrentin Barbara Marksteiner (ÖVP) mit 1580 Stimmen durch. Die Wahlbeteiligung lag bei 70,45 Prozent.
Am 23. Oktober 2015 wurde er als Abgeordneter zum Oberösterreichischen Landtag angelobt. Dort fungierte er als Menschenrechtssprecher der SPÖ. Im Oktober 2018 legte er sein Landtagsmandat zurück, für ihn rückte Michael Lindner nach.

## Auszeichnungen
- 2019: Goldenes Verdienstzeichen des Landes Oberösterreich[9]